# Forgelight Engine
Forgelight je pogon za MMO videoigre. Sony Online Entertainment je naredil ta pogon leta 2013.

## Lastnosti Forgelighta
- Radiosity v realnem času
- nVidia PhysX (SDK 3.2)
- Motion blur
- V celoti prilagodljiv sistem časa dneva
- Adaptacija za oči
- Visok dinamični razpon virtualnega sveta
- HDR osvetljenje
- Podpora za Microsoft DirectX 9

## Igre, ki uporabljajo Forgelight
- PlanetSide 2
- EverQuest Next